# Exocitose

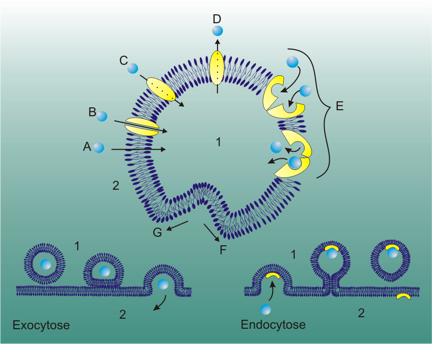

Exocitose é o processo biológico pelo qual uma célula eucariótica viva libera substâncias para o fluido extracelular, seja o fluido que envolve as células de um tecido, nos organismos multicelulares, seja para o ambiente aquático, por modificação da membrana celular, isto é, sem ser por difusão. É o oposto de endocitose; entretanto, ambas precisam de energia metabólica (ATP).
Este transporte ocorre com o gasto de energia metabólica (ATP), existindo a formação de vesículas que englobam a substância a secretar, no interior do citoplasma, e vão para a membrana celular, fundindo-se com esta e libertando o seu conteúdo para o exterior. As substâncias a serem libertadas pela célula podem ser produtos de secreções, tais como toxinas ou hormônios, ou neurotransmissores (nas sinapses dos nervos).
Neste processo, uma vesícula com as substâncias a serem libertadas funde-se com a membrana celular e, a seguir, realizam-se três acções:
1. A superfície total da membrana celular aumenta, uma vez que agrega a si a membrana da vesícula. Esta é uma das formas de crescimento das células;
2. As substâncias que se encontravam dentro da vesícula são libertadas para o exterior.
3. As proteínas da membrana vesicular encontram-se agora do lado de fora da membrana celular, proporcionando um mecanismo de regulação dos receptores e transportadores transmembrana.

## Recuperação da vesícula
A recuperação das vesículas sinápticas ocorre por endocitose. Algumas vesículas sinápticas são recicladas sem uma fusão completa na membrana, enquanto outros exigem uma reforma completa das vesículas sinápticas da membrana por um complexo especializado de proteínas (clatrina). Exocitose não-constitutiva e endocitose subsequente são processos que gastam muita energia, e assim, são dependentes de mitocôndrias.